# عمرو بن صفوان بن أمية
عمرو بن صفوان بن أمية بن خلف الجمحي القرشي من سادات قبيلة قريش، سكن في دمشق وهو ابن الصحابي صفوان بن أمية الجمحي وأمه الصحابية البغوم بنت المعذل الكنانية. قال ابن عساكر سكن عمرو بن صفوان مدينة دمشق، وعرض عليه الخليفة يزيد بن معاوية ولاية مكة فآبى عمرو ويقال أن أمه برزة بنت مسعود الثقفية وأنه شقيق عبد الله بن صفوان.

## نسبه
- هو: عمرو بن صفوان بن أمية بن خلف بن وهب بن حذافة بن جمح بن عمرو بن هصيص بن كعب بن لؤي بن غالب بن فهر بن مالك بن النضر بن كنانة بن خزيمة بن مدركة بن إلياس بن مضر بن نزار بن معد بن عدنان الجمحي القرشي الكناني.
- أمه هي البغوم بنت المعذل وأسمه خالد بن عمرو بن سفيان بن الحارث بن زبان الكنانية من بني الحارث بن عبد مناة بن كنانة، ويقال أن أمه هي برزة بنت مسعودٍ الثقفية.[3]